# دماء دمائي
دم دمائي هي الحلقة السادسة من الموسم السادس من الخيال التلفزيون سلسلة صراع العروش، و الحلقة رقم 56 عموما. وقد كتب الحلقة بريان كوغمان وأخرجها جاك بيندر . 
تم بث الحلقة يوم 29 مايو 2016.

## ملخص الحلقة
يُنقَذ (بران) و(ميرا) بواسِطة عمّه (بينجن ستارك) الذي فُقِدَ من حَرس الليل في السنوات الماضية. يَصِل (سام) و(غيلي) إلى هورن هيل حيث مقرّ عائلة (تارلي). وبعدَ معرفة والِد (سام) أن (غيلي) من الهمج، يُهينهما ويُخبِر ابنَه أنها ستكون كخادِمةٍ في القلعة، فيقوم (سام) بالرحيل معها ولكن يأخذ أولاً سيفَ العائلة المصنوع من الفولاذ الفاليري المُتوارَث عبر الأجيال. في العاصِمة، يَجمع (جايمي) الجيش لمُهاجَمة الكهنة أثناء مشية العار الخاصّة بـ(مارجري)، ولكن يظهر أنّ (مارجري) قد صارت مُتديّنة هي و(تومين) ويُقيمان حِلفاً مع رجال الدين؛ كما يقوم (تومين) بإقالَة (جايمي) من الحرَس الملكي، ويأمره أن يذهب ويُساعِد (والدر فراي) -الذي احتَجزَ (إدميور تالي) رهينة- لاستعادة ريفررن من (السمكة السوداء). وفي برافوس، تفشَل (آريا) في مُهمّتها وتُخبِر المُمثّلة أن هناك من يريد قتلها، فيأمر (جاكن) الفتاة المُشرّدة بقتل (آريا). أما (دنيرس) وأثناء سيرهم نحو ميرين، يظهر إحدى تنانينها، فتعتليه وتُلقي خِطاباً على الدوثراكيين أنّها ستقوم بعبور البحر لاحتلال ويستروس.

## روابط خارجية
- دماء دمائي على موقع IMDb (الإنجليزية)
- دماء دمائي على موقع ميتاكريتيك (الإنجليزية)
- دماء دمائي على موقع روتن توميتوز (الإنجليزية)
- دماء دمائي على موقع أول موفي (الإنجليزية)